# Stronsay
Stronsay est une île du Royaume-Uni située en Écosse dans l'archipel des Orcades.

## Géographie
Située à l'est de Mainland, l'île principale de l'archipel, l'île a une superficie de 32,75 km2, ce qui la place en 7e position de l'archipel en étendue, pour une population de 343 habitants. Le village principal est Whitehall qui abrite un centre du patrimoine. Son point culminant est à 44 mètres. L'île dispose d'un aérodrome.
Comme avec la plupart des Orcades, Stronsay est constitué de vieux grès rouge. Alors que le paysage a très peu d'arbres, le sol fertile produit une grande variété de fleurs sauvages comme l 'orchidée grenouille.
Il existe également une grande variété d'oiseaux, parmi les espèces communes : le cygne chanteur, divers canards et oies, y compris l'Oie rieuse, le Chevalier gambette, la Bécassine des marais, la Caille des blés, le Grand Labbe, le Bruant proyer et le râle des genêts, le dernier plutôt rare en Écosse.
Des visiteurs occasionnels plus insolites ont été recensés : le Pluvier bronzé, le Sizerin blanchâtre, le Traquet pie, l'Emberiza rustica, le Roselin cramoisi, le Pipit rousseline, la Rousserolle verderolle, la Fauvette passerinette ; au titre du bétail domestique, l'originalité de Stronsay est d'y compter des buffles qui se sont facilement adaptés au climat océanique.

## Histoire
Deux pointes en silex découverts dans le site en Avril 2007 suggère une occupation de l'île dès la fin du paléolithique ou au début du mésolithique 10 à 12 000 ans. Ils ont été trouvés parmi une collection dispersée d'autres outils dans une ferme. Si elle est confirmée, il s'agirait peut-être des premiers indices humains trouvés en Écosse.
Au cours des XVIIIe siècle et XIXe siècle, la collecte de varech et les conserves de harengs employaient jusqu'à cinq mille personnes. La population recensée en 1891 s'élevait à 1 275 personnes 1891 sans compter les saisonniers travaillant à la conserverie.
En 1808, le cadavre en décomposition d'une créature marine, surnommée la bête de Stronsay a créé un certain émoi dans la population locale et constitue depuis une énigme cryptozoologique.